# ارمیا جانوت
ارمیا جانوت (انگلیسی: Jérémie Janot؛ زادهٔ ۱۱ اکتبر ۱۹۷۷) بازیکن فوتبال اهل فرانسه است.
از باشگاه‌هایی که در آن بازی کرده‌است می‌توان به باشگاه فوتبال سن-اتین، باشگاه فوتبال لو مان، و باشگاه فوتبال لوریان اشاره کرد.